# Срутване на надлез на метрото в Мексико сити
На 3 май 2021 г. в 22:25 ч. българско време се срутва надземна част от линия 12 на метрото в Мексико Сити между станциите Оливос и Тезонко в Мексико Сити, Мексико.
Най-малко 24 души са загинали, когато мостът и влакът са паднали на пътя отдолу. Откритата през 2012 г. линия 12 е най-новата линия в системата.

## Предистория
Линия 12 (известна още като Златната линия) е най-новата линия на метрото в Мексико Сити, чието строителство започва през септември 2008 г. Но още от самото начало на експлоатацията тя се сблъска с проблеми с влаковете в надземните участъци, което наложи намаляване на скоростта поради опасения от дерайлиране. Седемнадесет месеца по-късно участъкът Атлалилко-Тлахуак, където се намират станциите Тезонко и Оливос, е затворен за двадесет месеца за отстраняване на технически и структурни неизправности.

## Срутване
На 3 май 2021 г. в 22:25 ч. по Гринуич, в района на Тлахуак, влак, пътуващ към гара Тлахуак, преминава по надлеза между гарите Оливос и Тезонко. Участъкът се срутва, когато греда, поддържаща релсите, се срутва, в резултат на което падат последните два вагона. Отломките падат върху автомобил. Най-малко 24 души загиват, а други 70 са ранени, включително 65 хоспитализирани жертви, както и няколко деца, от които седем са в тежко състояние.

## Спасителни дейности
След срутването минувачи започват спасителни действия. По-късно към тях се присъединяват екипи за първа помощ. Изпратен е кран, който да повдигне части от влака, докато екипите за издирване и спасяване работят за намиране на оцелели.

## Последици
Кметът на Мексико Сити Клаудия Шейнбаум заяви, че прокуратурата ще работи единствено по разследването на причината за инцидента. Линията ще остане затворена, докато се извършва структурно проучване.